# Wolin nationalpark
Wolin nationalpark är en nationalpark belägen på ön Wolin i nordvästra Polen. Parken inrättades 1960 och omfattade då de nordvästra delarna av ön Wolin, men utvidgades 1996 med öarna i Świnasundet och stranden med närliggande marina områden öster om samhället Międzyzdroje.
Landskapet i Wolins nationalpark är präglat av istiden och naturen är mycket varierad, från kusttrakter med sandiga stränder och dyner till skyddsvärda bokskogar och våtmarker. Särskilt känd är Wolin för sin långa, branta kust som på sina ställen kan vara upp till 95 meter hög. Parken blev då den utvidgades den första nationalparken i Polen att skydda marin miljö. Växt- och djurlivet är rikt med många sällsynta och skyddade arter. Till parkens främsta sevärdheter hör ett litet bestånd av visent. Våtmarker är en viktig rastplats för många flyttfåglar och sammantaget har över 230 fågelarter har observerats i parken. Dessutom har över 1 300 arter av kärlväxter hittats i området.